# Марченко, Надежда Михайловна
Наде́жда Миха́йловна Ма́рченко (род. 3 июня 1964) — советская и российская футболистка, выступавшая на позиции нападающая, Мастер спорта России по футболу.
Футбольную карьеру начала в подмосковной команде «Текстильщик». В Чемпионате СССР 1990 года стала лучшим бомбардиром команды — 11 голов. В первом чемпионате России 1992 за подмосковную команду забила 11 голов. В чемпионате России 1993 выступала за воронежскую «Энергию» и забила 8 голов. С 1994 года 3 сезона выступала за ЦСК ВВС, проведя в ЧР 62 матча и забила 20 голов.

## Достижения
Командные
- Чемпионат России по футболу среди женщин:
  - Чемпионка (2)[2]: 1994, 1996;
  - Вице-чемпионка (1): 1995;
- Кубок России по футболу среди женщин:
  - Обладатель Кубка (2): 1993 и 1994;
  - Финалист Кубка (2):  1995 и 1996;
- Чемпионат СССР по футболу среди женщин:
  - Чемпион (1)[2]: 1991;
  - Бронзовый призёр (1): 1990;
- Кубок Содружества (1):
  - Победитель (1)[2]: 1996;
- Международные турниры футболу среди женщин:
  - Победитель (2): 1992[8], 1994[9][10].

Личные
- Вызывалась в сборную СССР на учебно-тренировочный сбор для участия в товарищеском матче против сборной Швеции (5 мая 1991 в городе Кашира, счёт 0:4)[11];
- в сезонах 1990, 1992 и 1994 годов забивала по 11 голов в Чемпионате;
- В Кубке России забила 4 мяча (1992—2, 1993—1 и 1995—1 в финале).